# ペンタゴンチャート
ペンタゴン・チャートは、株価のテクニカル分析において使用される指標。

## 概要
底辺と対辺がフィボナッチ数列（≒0.618）の関係にある五角形と株価チャートを組み合わせて、相場のトレンドや変化点などを分析する手法。